# Art Explora
Art Explora est une fondation privée reconnue d'utilité publique créée en 2019 par l'entrepreneur français Frédéric Jousset, dirigeant de la société Webhelp.
Elle vise à rendre l'art accessible au plus grand nombre, et particulièrement aux publics qui en sont souvent éloignés.

## Histoire
En 2019, Frédéric Jousset lance en grande pompe sa fondation en présence de personnalités du milieu de la culture à l'exemple de la ministre, Roselyne Bachelot, la présidente-directrice du Louvre, Laurence des Cars ou encore le président du Centre Pompidou, Laurent Le Bon,.
Par ses actions, la fondation reconnue d'utilité publique en 2023 et dirigée par Bruno Julliard, ancien premier adjoint d’Anne Hidalgo à la mairie de Paris, entend « favoriser le partage de la culture avec le plus grand nombre et renouveler le dialogue entre les arts et les publics » et contribuer ainsi à réduire la fracture culturelle.
En 2023, elle participe à la réhabilitation du Hangar Y, un ancien hangar à dirigeables situé à Meudon transformé en centre d'art.
La fondation prévoit à l'horizon 2026 de créer un espace culturel au sein de la gare Saint-Denis Pleyel.

## Activités
La fondation mène de multiples projets qui ont pour ambition de démocratiser l'accès à la culture en s'appuyant notamment sur les technologies numériques et des dispositifs itinérants ouverts à tous. C'est le cas, par exemple, du MuMo (musée mobile), un camion-musée créé par Ingrid Brochard et soutenu par Art Explora. La fondation Art Explora s'appuie également sur un réseau de bénévoles pour mener des actions au sein d'Ehpad, d’hôpitaux et d’écoles.
Elle a aussi un rôle de soutien à la création à travers le financement de programmes de résidences d’artistes à la Cité internationale des arts, à Montmartre.

### Prix européen
Chaque année, la fondation remet, en partenariat avec l'Académie des beaux-arts, un prix récompensant des institutions culturelles (musées, fondations, centres d'art européens) menant des actions en faveur de l’accessibilité et mettant en œuvre des projets innovants visant à élargir leurs publics.

### Art Explora Academy
En 2021, la fondation lance Art Explora Academy, une plateforme numérique gratuite permettant de s'initier à l'histoire de l'art. Elle propose des cours en micro-learning, en lien avec Sorbonne Université, ainsi qu'une bibliothèque de contenus vidéos et podcasts produits par des institutions culturelles, médias et créateurs partenaires.

### Festival itinérant
En 2024, Art Explora lance un festival itinérant pluridisciplinaire en Méditerranée qui propose de vivre des expériences culturelles variées (expositions, réalité virtuelle, performances, conférences, films, concerts, etc.). L'attraction principale est un catamaran baptisé Art Explorer et conçu par l'architecte français Guillaume Verdier et un village éphémère réalisé par Jean-Michel Wilmotte.
Pour sa première année d'exploitation, le bateau-musée sillonnant les ports du bassin méditerranéen fait escale à Malte, Venise, Marseille, ou encore Tanger. Au total, une quinzaine d'escales sont prévues jusqu'en 2026.

## Financement
Après s'être retiré des fonctions opérationnelles de sa société Webhelp, Frédéric Jousset crée le fonds de dotation Art Nova doté de 100 millions d'euros. Celui-ci qui investit dans le secteur culturel (Beaux Arts Magazine, Le Quotidien de l'art, Artips, MuseumExpert) reverse 50 % de ses bénéfices à la fondation Art Explora. La fondation est financée à 75 % par son fonds Art Nova.
En 2024, Art Explora noue un partenariat d'une durée de trois ans avec le groupe hôtelier Accor pour le financement de son festival itinérant en Méditerranée.